# Franz Xaver von Kolowrat-Krakowsky

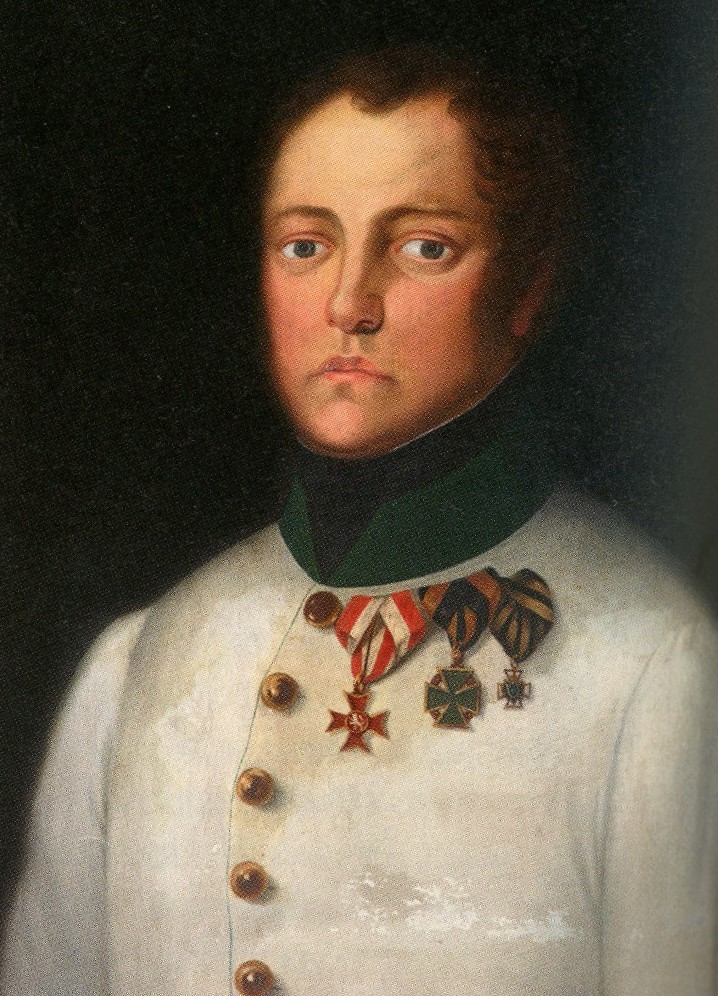
Franz Xaver Kolowrat-Krakowsky

Franz Xaver Graf von Kolowrat-Krakowsky (tschechisch František Xaver hrabě Krakowský z Kolowrat) (* 10. Oktober 1783 in Wien; † 13. Dezember 1855 in Teltsch) war ein böhmischer Adliger, Gutsbesitzer, k. k. Kämmerer und Oberstleutnant a. D.

## Leben
Er stammte aus dem böhmischen Hochadelsgeschlecht Kolowrat. Seine Eltern waren der österreichische Oberstkanzler Leopold Wilhelm von Kolowrat-Krakowsky (1727–1809) und dessen zweite Ehefrau Maria Theresia von Khevenhüller-Metsch (1741–1805), die Tochter von Johann Joseph von Khevenhüller-Metsch. Franz Xaver von Kolowrat-Krakowsky diente in der kaiserliche Armee im Rang eines Oberstleutnant. 1814 wurde ihm als Mitglied einer Adelsgarde die an den Koalitionskriegen teilnahm, vom Kaiser das Böhmische Adelskreuz verliehen. Er war k. k. Kämmerer und Besitzer der Allodial-Herrschaft Budkau mit Ladoniowitz sowie der Güter Großwetzdorf and Rohrbach. Franz Xaver von Kolowrat-Krakowsky starb 1855. Er ist Stammvater der heute noch blühenden Linie Kolowrat-Krakowsky.

## Familie
Franz Xaver von Kolowrat-Krakowsky heiratete am 24. April 1804 Julie geb. Gräfin von Wildenstein auf Wildbach (* 8. Dezember 1786; † 17. September 1849), Sternkreuz- und Palastdame. Aus der Ehe gingen folgende Kinder hervor:
1. Leopold (* 11. Dezember 1804), k. k. Kämmerer, Feldmarschallleutnant, ⚭ Natalie von Blaszezynski
2. Theodor (* 9. Mai 1806), k. k. Kämmerer, Generalmajor, 1.) ⚭ Maria Luise Gräfin Niczky von Niczk 2.) ⚭ Severine Gräfin Siemienska, Sternkreuzdame
3. Ferdinand (* 6. September 1807), k. k. Kämmerer
4. Xaverine (* 11. November 1808), Sternkreuzdame, ⚭ Georg Freiherr Dubský von Třebomyslice, k. k. Kämmerer, Major
5. Leontine (* 11. Juni 1812), Sternkreuzdame, ⚭ Georg Freiherr Kreß von Kressenstein, k. k. Kämmerer, Feldmarschallleutnant
6. Valeria (* 23. April 1821), ⚭ Sigmund Graf Zichy von Vaszonykeö, k. k. Kämmerer und Major
7. Juliane (* 26. September 1823), Sternkreuzdame, ⚭ Karl Graf Erdödy von Monyorókerék
8. Marie Leokardie (* 22. Januar 1825), ⚭ Ludwig Graf Zay von Csömör, k. k. Kämmerer, Oberstleutnant

### Vorfahren
| Franz Xaver von Kolowrat-Krakowsky | Leopold Wilhelm von Kolowrat-Krakowsky | Philipp von Kolowrat-Krakowsky        | Johann Franz von Kolowrat-Krakowsky       |
| Franz Xaver von Kolowrat-Krakowsky | Leopold Wilhelm von Kolowrat-Krakowsky | Philipp von Kolowrat-Krakowsky        | Eleonora Claudia d'Anguissola             |
| Franz Xaver von Kolowrat-Krakowsky | Leopold Wilhelm von Kolowrat-Krakowsky | Maria Barbara von Michna              | Martin Vilém Michna von Vacínov           |
| Franz Xaver von Kolowrat-Krakowsky | Leopold Wilhelm von Kolowrat-Krakowsky | Maria Barbara von Michna              | Ernestine von Bissingen                   |
| Franz Xaver von Kolowrat-Krakowsky | Maria Theresia von Khevenhüller-Metsch | Johann Joseph von Khevenhüller-Metsch | Sigmund Friedrich von Khevenhüller        |
| Franz Xaver von Kolowrat-Krakowsky | Maria Theresia von Khevenhüller-Metsch | Johann Joseph von Khevenhüller-Metsch | Ernestine Leopoldine von Orsini-Rosenberg |
| Franz Xaver von Kolowrat-Krakowsky | Maria Theresia von Khevenhüller-Metsch | Karolina Maria Augustina von Metsch   | Johann Adolf von Metsch                   |
| Franz Xaver von Kolowrat-Krakowsky | Maria Theresia von Khevenhüller-Metsch | Karolina Maria Augustina von Metsch   | Ernestine von Aufseß                      |

## Auszeichnungen
- Böhmisches Adelskreuz